# NIGHT SLAVE
『NIGHT SLAVE』（ナイト・スレイブ）は、1996年3月8日にMelodyより発売されたアダルトゲーム。

## 概要
百合ゲームとロボットゲームを組み合わせたアクションゲームで、アサルト・ギアと呼ばれるロボットを用いた戦闘シーンや武器選択、改造が大半であるが、戦闘終了後のアダルトシーンも挿入されている。ステージは全部で7ステージとボーナスステージが1ステージある。

## あらすじ
東西冷戦が終結した20世紀末、世界は民族や宗教の対立から局地紛争が各地で行われ、さらに核兵器を用いた悲劇的な「最後の災い」をもたらした。それから20年後、各国は「パンアメリカーナ」、「ユーロアフリカ」、「エイジア」、「ラシアン」の4つの経済勢力に再編され、同時に新たなパワーバランスが誕生した。そのパワーバランスは軍事組織「スレイブ・ドッグ」の出現により破られ世界各地に侵攻を開始する。これに対し、各国政府は暫定的な対抗手段として巨大企業「ネオロジック社」の協力の下、どの国にも属さない戦闘集団「スティールフォックス」を編成し一大反攻作戦「ナイト・スレイブ」を開始する。

## 登場人物

### スティールフォックス
麗（レイ）
アサルト・ギア戦闘部隊隊長。エイジア国出身。女性。19歳。主人公。苗字は海原。
千帆（チホ）
アサルト・ギア戦闘部隊隊員。ネオロジック社所属。女性。18歳。
オフィサー
スティールフォックス指揮官。女性。25歳。
ジュリア
アサルト・ギア戦闘部隊副隊長。パンアメリカーナ国出身。女性。22歳。
ラーニャ
アサルト・ギア戦闘部隊隊員。ラシアン国出身。女性。20歳。
ノッティー
アサルト・ギア戦闘部隊隊員。ユーロアフリカ国出身。女性。18歳。
ゴールドマン
巨大企業ネオロジック社社長。男性。

### スレイブ・ドッグ
エリカ
スレイブ・ドッグ親衛隊長。女性。22歳。アサルト・ギア「ノイミステル」のパイロット。
アンジュ&エミリー
エリカの直属の部下となる双子の少女。年齢不詳。
デーニッツ
スレイブ・ドッグ最高司令官にして指導者。男性。38歳。

### エイジア
海原（かいばら）
ボーナスステージで登場するエイジア国の大佐。麗の父親。